# Rožnov (Český Rudolec)
Rožnov (německy Rosenau) je malá vesnice, část obce Český Rudolec v okrese Jindřichův Hradec v Jihočeském kraji. Nachází se asi sedm kilometrů západně od Českého Rudolce. Rožnov leží v katastrálním území Matějovec o výměře 13,79 km².

## Název
Původní jméno osady (hospodářského dvora) bylo Růžená. Do němčiny bylo přejato jako Rosenau, z toho zpětným přejetím do češtiny vzniklo Rožnov.

## Historie
První písemná zmínka o vesnici pochází z roku 1720.

## Obyvatelstvo
| Rok            | 1869 | 1880 | 1890 | 1900 | 1910 | 1921 | 1930 | 1950 | 1961 | 1970 | 1980 | 1991 | 2001 | 2011 | 2021 |
| -------------- | ---- | ---- | ---- | ---- | ---- | ---- | ---- | ---- | ---- | ---- | ---- | ---- | ---- | ---- | ---- |
| Počet obyvatel | 175  | 110  | 75   | 64   | 56   | 51   | 43   | 26   | 8    | 12   | 0    | 0    | 0    | 2    | 3    |
| Počet domů     | 16   | 8    | 6    | 6    | 7    | 6    | 5    | 4    | 4    | 3    | 0    | 8    | 7    | 7    | 7    |

## Obecní správa
Při sčítání lidu v letech 1850–1979 Rožnov byl osadou obce Matějovec, se kterým patřil nejprve do okresu Dačice, ale od roku 1960 v okrese Jindřichův Hradec. Od 1. ledna 1980 je částí obce Český Rudolec v okrese Jindřichův Hradec.